# Serbi del Kosovo
I serbi del Kosovo (in serbo Косовски Срби?, Kosovski Srbi) sono un gruppo etnico, la più grande comunità minoritaria all'interno del territorio del Kosovo, con una popolazione di circa 100 000 persone. Altri 200 000 "serbi dal Kosovo" vivono da profughi in Serbia dalla fine degli anni novanta.
Nel medioevo, il Kosovo era il cuore culturale, diplomatico e religioso del Regno di Serbia e del successivo Impero serbo, fino alla conquista ottomana a seguito della battaglia del Kosovo.
I "Monumenti Medioevali in Kosovo" sono un sito UNESCO combinato, che include quattro chiese e monasteri serbo-ortodossi, fondati dalla dinastia Nemanjić.

## Demonimo
Il nome formale per la comunità serba in Kosovo è Serbi in Kosovo e Metochia (Srbi na Kosovu i Metohiji), usato dalla comunità stessa e dal governo serbo. Sono anche noti come Serbi del Kosovo (Serbo: Косовски Срби/Kosovski Srbi) o Serbi in Kosovo (Serbo: Срби на Косову/Srbi na Kosovu, Albanese: Serbët në Kosovë). In inglese è usato il termine Kosovo Serbs. In lingua serbocroata sono anche detti Kosovci, anche se tale demonimo si addice a tutti gli abitanti della regione del Kosovo (in senso stretto, attorno alla piana del Kosovo) in relazione con i Metohijci (della Metochia)

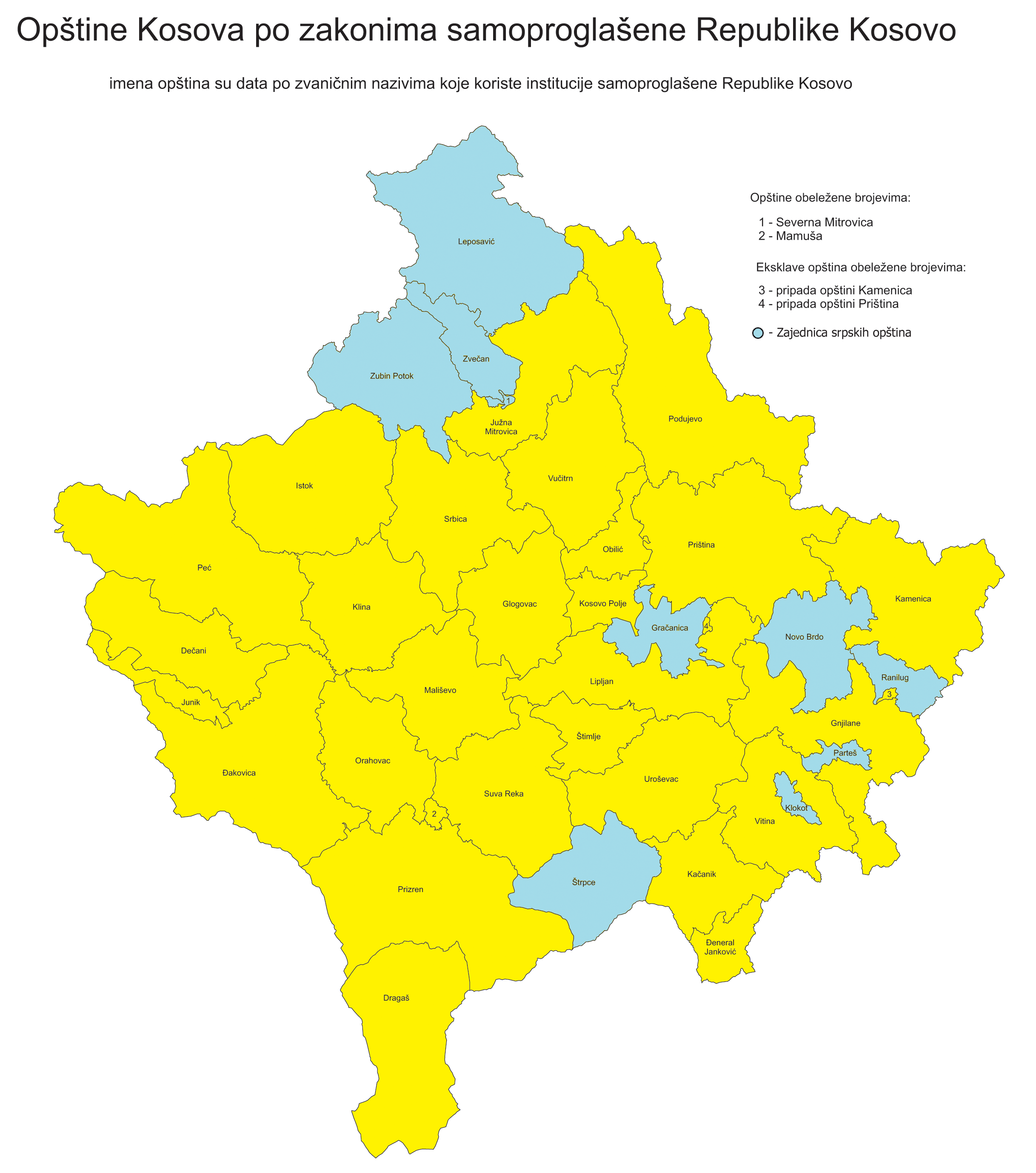
Mappa della Associazione /Comunità della Municipalità a maggioranza serba in Kosovo (2013)

## Demografia
Durante il XX secolo, la popolazione serba in Kosovo è calata costantemente, arrivando oggi ad essere circa il 7% della popolazione (100.000 abitanti). I serbi del Kosovo vivono principalmente nelle enclavi del sud del Kosovo, così come abitano in una zona compatta costituita dalle 4 municipalità del nord del Kosovo, dove costituiscono il 95% della popolazione.
Oltre alle municipalità di Leposavić, Zvečan, Zubin Potok e Mitrovica Nord nel Nord Kosovo, i serbi del Kosovo sono in maggioranza in altre tre municipalità del sud: Gračanica, Parteš e Ranilug. A Novo Brdo, Štrpce e Klokot-Vrbovac i serbi arrivano al 45% della popolazione.
Il termine Arnauti o Arnautaši è stato riferito a quei "serbi albanizzati" nel corso del tempo. Sarebbero oltre 10.000 i serbi che sono passati alla cultura albanese, modificando i propri cognomi (Nikolić/Nikoliqi, Petrović/Petroviqi) e nazionalità.

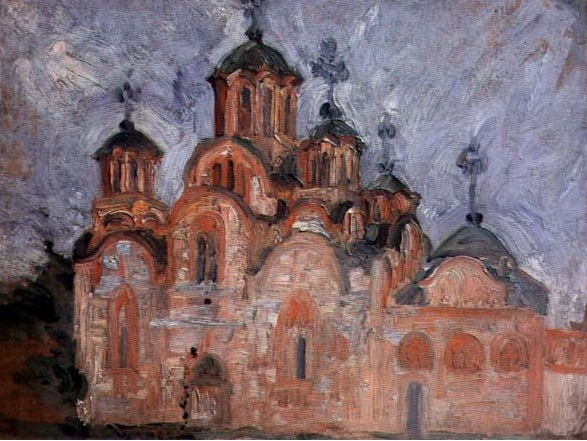
Monastero di Gračanica, dipinto di Nadežda Petrović.

## Politica e critiche
In Kosovo del Nord vivono la maggioranza dei serbi-kosovari, regione protagonista, nel luglio 2022, della tensione per la questione delle targhe e altri documenti come regolamenti, atti di nascite e di morte, atti di matrimoni, eccetera per adeguarli alle norme del Kosovo; ciò è accaduto perché molti serbi-kosovari si considerano ancora parte della regione serba del Kosovo e Metochia.